# Blur
Pour les articles homonymes, voir Blur (homonymie).
Blur est un groupe de rock britannique, originaire de Londres, en Angleterre. Formé en 1989, il est composé du chanteur Damon Albarn (Gorillaz et The Good, the Bad and the Queen), du guitariste Graham Coxon, du bassiste Alex James et du batteur Dave Rowntree. Comme Oasis, ce groupe est emblématique de la britpop des années 1990, les deux groupes étant alors décrits comme rivaux. Blur est connu pour des chansons comme Song 2 ou Girls and Boys.
Le groupe se sépare en 2003, puis se reforme en 2009 et publie deux disques, en 2015 et en 2023. Albarn annonce en décembre 2023 que le groupe se met de nouveau en pause pour une durée indéterminée, le chanteur préférant se consacrer à ses projets solos et ceux réalisés au sein de Gorillaz.

## Biographie

### Débuts etLeisure(1988–1991)
Damon Albarn a rencontré Graham Coxon à Colchester, Essex, en Angleterre, à la Stanway Comprehensive School, alors qu'ils n'étaient âgés que de quinze ans. Ils ne se sont plus quittés depuis. Graham a rencontré Alex James, un étudiant en français originaire de Bournemouth, dans un bar à Londres. Les trois décident en 1989 de former un groupe nommé Seymour avec Dave Rowntree, un batteur originaire de Colchester. Seymour, dont le nom évoque un personnage d'un roman de J. D. Salinger, se distingue par son énergie dégagée sur scène, et se fait découvrir par Andy Ross, directeur du label Food Records. Celui-ci voudrait signer avec le groupe mais à la condition expresse de changer de nom. Albarn soumet Blur (flou, brouillard en anglais), qui fait dire à Ross que le nom fait « arty » sans être trop obscur.
Blur sort un premier single, She's So High, enregistré en juillet 1990, et qui atteint péniblement le 48e rang des charts anglais. Le second single, There's No Other Way, sorti en janvier 1991 rencontre un succès plus probant, atteignant la 8e place en Angleterre. Le premier album, Leisure, produit par Stephen Street sort à la fin de l'été 1991, et bien qu'il atteigne la 7e place dans les charts britanniques, n'attire pas les éloges de la presse spécialisée.

### Années Britpop (1992–1995)
En 1992, Blur cherche à se réinventer et sort un single, Popscene, qui, s'il n'atteint que la 32e place des charts anglais, est un des points tournants de leur carrière. En effet, c'est le début de la Britpop, et Modern Life Is Rubbish, que le groupe sort en mai 1993, devient l'un des albums symboles de ce nouveau courant musical. Dans cet album, Blur revient aux fondamentaux et cite les Kinks, et David Bowie comme les sources de leurs inspirations. L'album atteint la 15e place en Angleterre, et les singles qui en sont tirés (For Tomorrow, Chemical World et Sunday Sunday) n'ont que des succès relatifs. La reconnaissance du public vient avec Parklife : sorti en 1994, le troisième album du groupe atteint tout de suite la première place des charts anglais et reste près de 90 semaines dans le classement. Le premier single, Girls & Boys, qui atteint le top 5 en Angleterre, est un hit inspiré, qui dépeint sans concession les mœurs des banlieusards londoniens.
En 1995, The Great Escape se trouve au cœur d'une puissante rivalité avec Oasis, qui rappelle la rivalité entre les Beatles et The Rolling Stones orchestrée par les médias dans les années 1960, et où les rivaux se battent à coup de déclarations de plus en plus sulfureuses dans la presse. Dans cette lutte fratricide, Blur gagne la bataille du single, Country House gagnant d'une courte tête face au Roll With It d'Oasis, mais perd la guerre de l'album, étant largement dépassé par (What's the Story) Morning Glory?.

### Rupture (1996–2003)

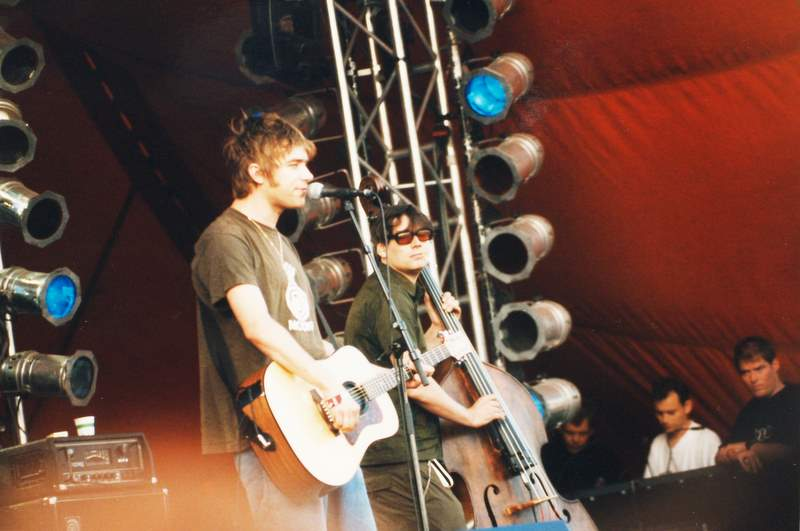
Blur au festival de Roskilde (Danemark) en 1999.

En 1997, Blur rompt avec la Britpop en sortant un album homonyme qui atteint la première place des charts dès sa parution. Mais par une musique plus expérimentale, Blur déconcerte les fans de la première heure et perd sa première place très rapidement. Les singles qui en sont extraits connurent une fortune différente, comme Song 2 qui atteint le top 10 dans les charts américains et passe pour être une des chansons les plus connues du groupe.
En 1999, 13 continue de transformer Blur, qui, pour la circonstance, change de producteur en remplaçant Stephen Street par le très polyvalent William Orbit. L'écoute successive des morceaux Optigan I et Caramel (en) révèle le fantastique renouveau de Blur, à qui il a fallu dix ans pour explorer avec brio plusieurs genres de musique et ce à différents niveaux. Le groupe sait constamment se renouveler, tout en restant fidèle à son public et à ses fans. 13 ne compte que trois singles : Tender, Coffee and TV (chanté et écrit par Graham), et No Distance Left to Run. Et même si Blur arrête les tournées « interminables », Damon, Graham, Alex et Dave continuent les concerts, ce qui leur vaut d'ailleurs un Q Award dans la catégorie de meilleur groupe à l'international.
Très concerné par l'image, Blur accorde toujours beaucoup d'importance à l'aspect visuel de son œuvre. Le caractère expérimental du groupe l'incite à collaborer avec des artistes tels que Damien Hirst, Tomas Vinterberg, Sophie Muller ou Julian Opie, dont les portraits des musiciens ont illustré Blur: The Best of en 2000. Tous les membres du groupe ont également pu s'exprimer via d'autres projets : Alex est redevenu une pop star avec Fat Les tandis que Dave s'est consacré à l'animation sur ordinateur. Ils sont également devenus pilotes et soutiennent le projet British Unmanned Probe. Quant à Damon Albarn, il publie Mali Music, en collaboration avec des musiciens africains, et connaît une nouvelle fois le succès avec le groupe virtuel Gorillaz. Quant au guitariste Graham Coxon, il préfère continuer sa carrière de son côté et former son groupe où il peut chanter tout à son aise.
En 2003, les musiciens ont hâte de tester leur nouvelle configuration[réf. souhaitée] (le groupe est augmenté d'un saxophoniste, d'un percussionniste, de choriste et d'autres surprises). Think Tank, septième album et premier en trio, Graham s'étant fermement séparé du reste de la bande à cause de problèmes d'alcool qui généreraient des tensions toujours plus vives. Cet album s'impose comme le plus groovy de la carrière du groupe, caractérisé par un éclectisme de rythmes, de textures et de mélodies[réf. souhaitée]. En 2007, Damon Albarn s'implique dans la création d'un nouveau projet, The Good, the Bad and the Queen.

### Retour sur scène triomphal (2009–2012)

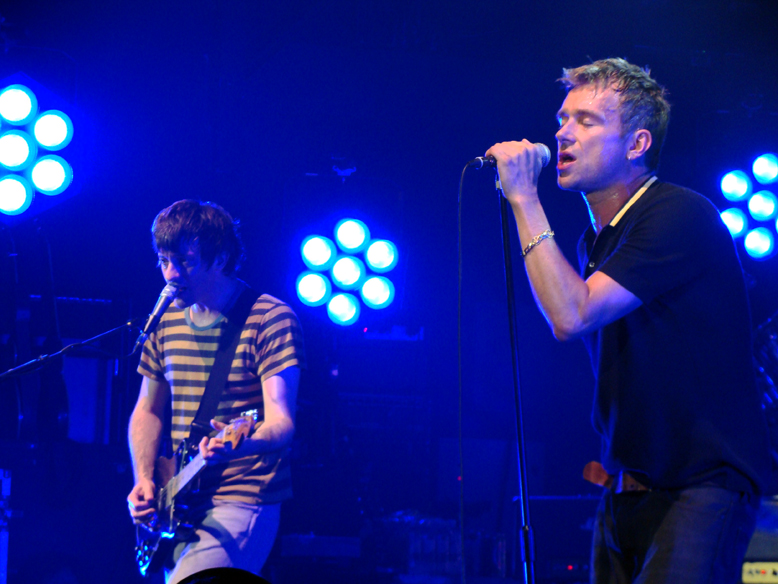
Damon Albarn au chant et Graham Coxon à la guitare en 2009.

Le groupe au complet annonce sa reformation lors d'une conférence de presse le 9 décembre 2008. Le 13 juin 2009, Blur fait sa première réapparition publique lors d'un concert de deux heures au East Anglian Railway Museum de Colchester, le même endroit où ils s'étaient produits 20 ans plus tôt sous le nom de Seymour lors d'une fête d'anniversaire. Ils ont également fait part de leur participation au festival de Glastonbury 2009 en tant que tête d'affiche, et à un concert à Hyde Park le 3 juillet 2009, pour le plus gros concert (hors festival) du groupe, qui fête son 20e anniversaire cette même année. Le groupe annonce une date supplémentaire pour cet événement, le 2 juillet 2009, du fait que la première affichait complet le jour même de la mise en vente des places. Plusieurs autres dates en Angleterre seraient prévues. Une unique date en France, au Festival des Nuits de Fourvière, le 5 juillet est aussi annoncée par le groupe. Pour cette unique date dans l'hexagone toutes les places ont été vendues en moins d'une heure et demie.
Cette mini-tournée s'est avérée triomphale, avec un public enthousiaste, heureux de pouvoir voir le groupe au complet sur scène. Damon Albarn et ses comparses ont, à chaque date, joué l'essentiel de leurs tubes ainsi que plusieurs autres chansons de leur répertoire, portant ainsi la set-list à plus d'une vingtaine de morceaux (environ 2 h 15 de concert). À la suite de cette tournée, le concert enregistré à Hyde Park fait l'objet d'un album, All the People: Live at Hyde Park, album vendu uniquement le soir du concert pour 15 £ et sur internet (sous forme de téléchargement), cette fois au prix de 10 £. Fin 2009, l'album est finalement commercialisé en magasin.
Le DVD du Live in Hyde Park est sorti le 15 février 2010, accompagné d'un film-documentaire sur le groupe. Il retrace leur histoire, les concerts de cet été, le tout agrémenté d'images d'archives inédites. Il s'appelle No Distance Left To Run. L'autre groupe de Damon Albarn, Gorillaz sort un nouvel opus intitulé Plastic Beach, avec de nombreux artistes invités tels que Snoop Dogg ou Lou Reed. Le 9 avril 2010, un titre inédit est annoncé par la presse britannique. La sortie du single est prévue le 17 avril 2010, à l'occasion du Record Store Day, manifestation destinée à soutenir les disquaires indépendants, sous la forme d'un vinyle dont l'édition est limitée à 1 000 copies. La décision est finalement prise de rendre le titre, Fool's Day, à disposition gratuitement sur le site officiel du groupe de manière à éviter que les fans obtiennent une version illégale qui serait de moins bonne qualité.

### The Magic Whip(depuis 2013)

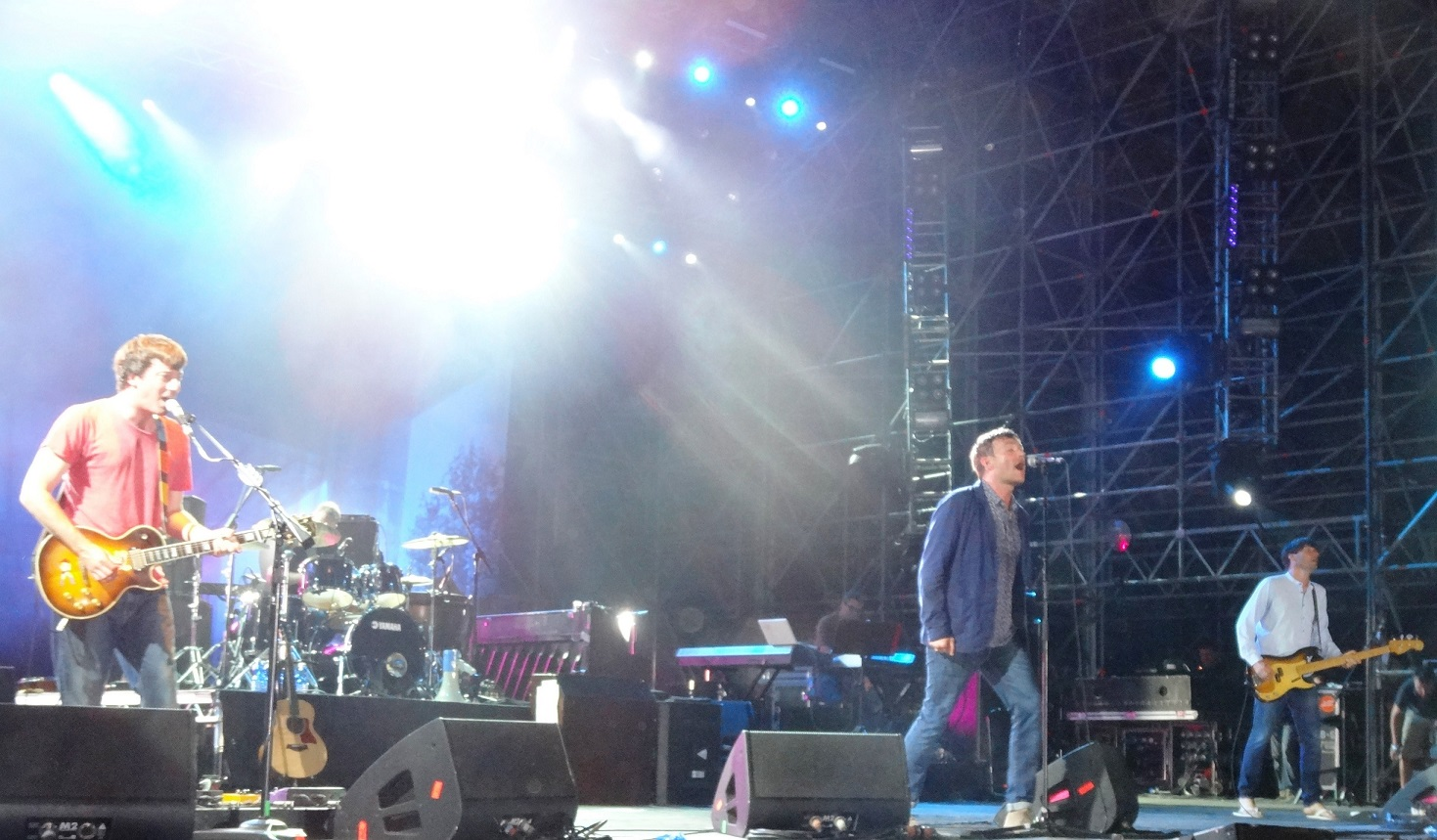
Blur en concert à Rome, en juillet 2013.

En février 2013, alors que le groupe est destiné à recevoir plusieurs récompenses musicales aux Brit Awards 2012, Graham annonce officiellement que le groupe s'attelle à un nouvel opus ; « 2009 fut comme une thérapie de groupe [...], nous avons finalement réalisé tout ce que nous avions encore en commun et que nous étions encore une bande de potes, et de frères. [...] Même si les choses ne se passeront pas comme prévu, Blur poursuivra son chemin, [...] (car) nous aimons encore jouer ensemble ». Cette déclaration est cependant contrebalancée quelques mois plus tard par Damon qui annonce lui rien de moins qu'une séparation imminente.
Blur n'en reste pas moins actif. En mars, ils participent au festival Vive Latino de Mexico, mettant fin à 14 ans d'absence en Amérique latine. Ils rejoignent ensuite la programmation du Primavera Sound de Barcelone, avant de sortir successivement en juillet le double single Under the Westway/The Puritan, puis le luxueux coffret Blur 21, qui contient la quasi-totalité du matériel sonore enregistré par le groupe au cours de sa carrière. Un concert est donné à Hyde Park à Londres le 12 août pour la clôture des Jeux olympiques de Londres en compagnie des groupes The Specials et de New Order, puis suit une tournée en Amérique du Sud, notamment au Pérou, au Chili, au Brésil et en Argentine. L'agenda des membres du groupe semble cependant dominé par leurs projets annexes. Flouté par les nombreuses déclarations contradictoires des uns et des autres qui sont aujourd'hui une de leurs marques de fabrique, personne ne sait de quoi l'avenir de Blur sera fait.
Le 19 février 2015, Blur révèle qu’il travaillait sur un nouvel opus intitulé The Magic Whip. L'album est en partie enregistré à Hong Kong et sa sortie fut suivie de concerts.
En 2023, The Ballad of Darren sort le 20 juillet,. Cette sortie sera suivie d’une tournée d'été.

## Membres
- Damon Albarn - chant, claviers, guitare
- Graham Coxon - chant, guitare
- Alex James - basse, guitare
- Dave Rowntree - batterie

Portrait des membres actuels
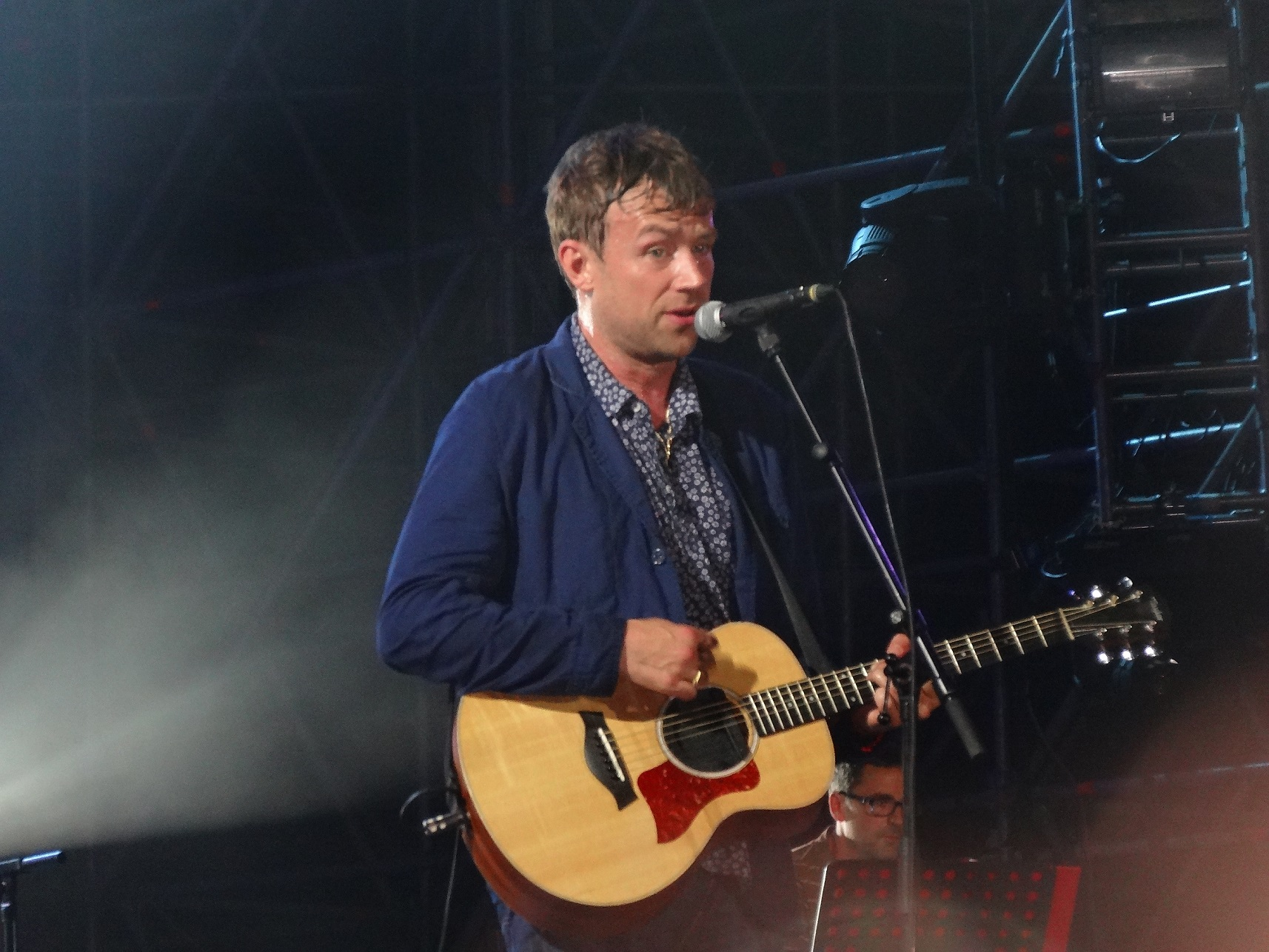
Damon Albarn
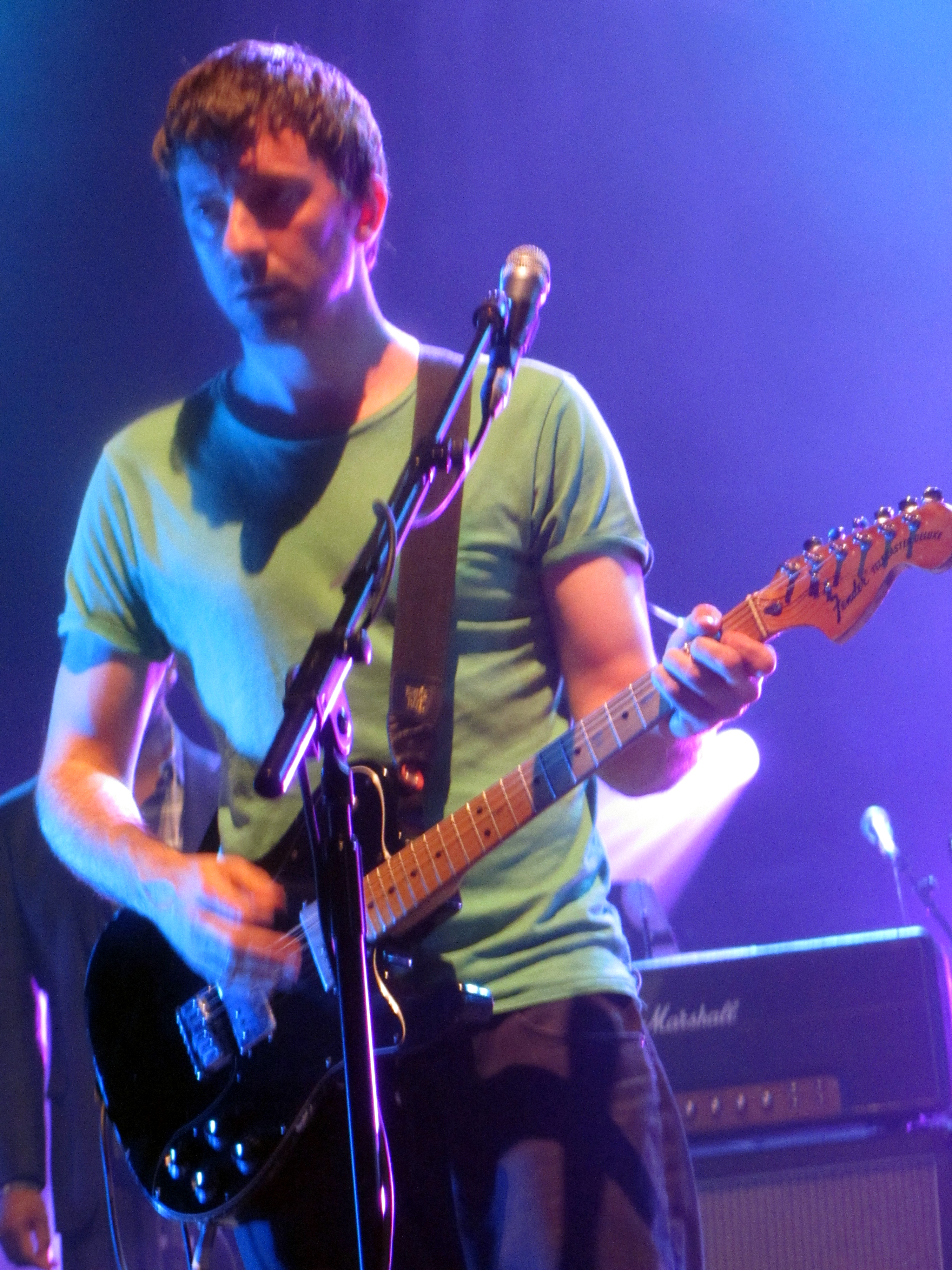
Graham Coxon
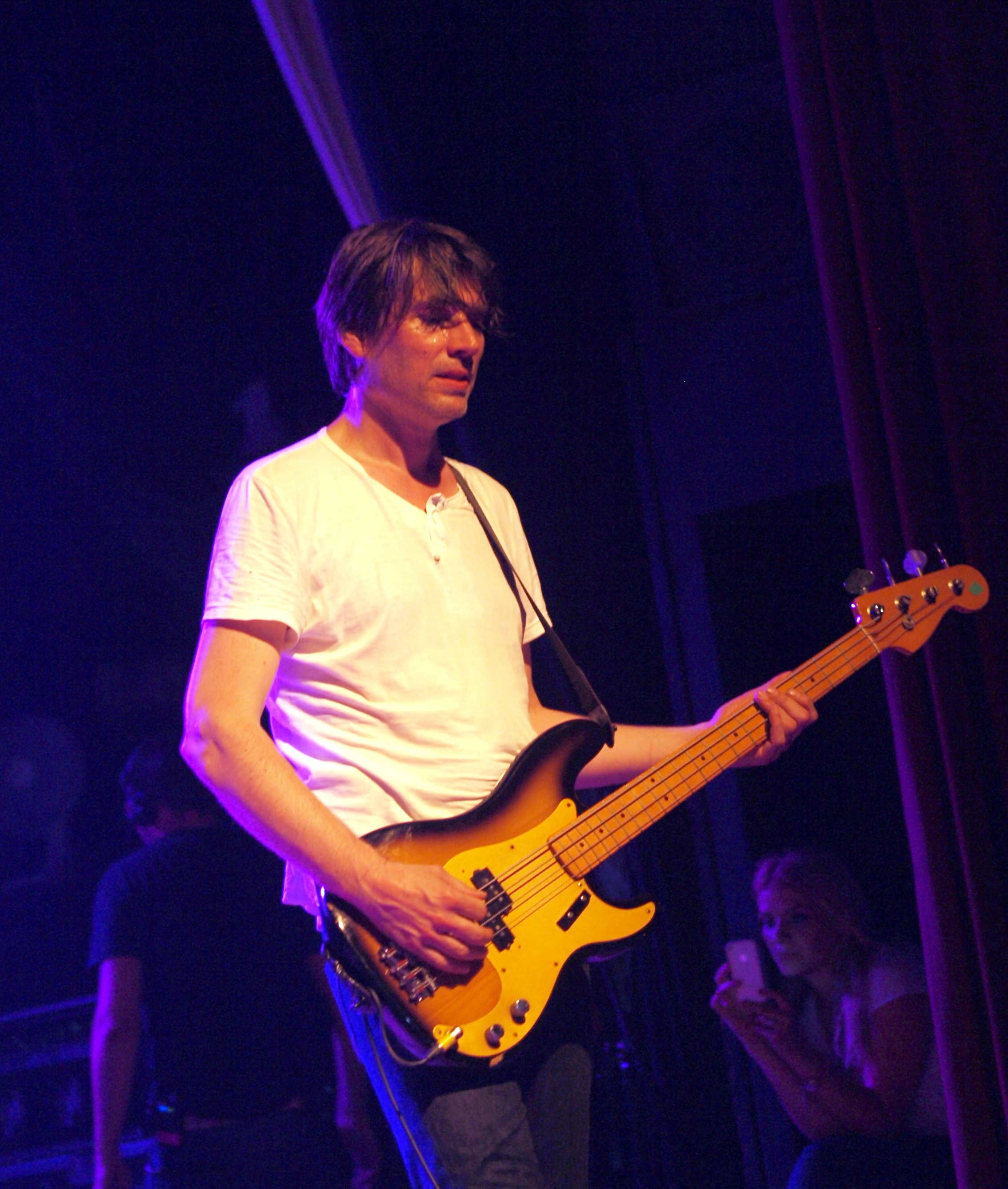
Alex James
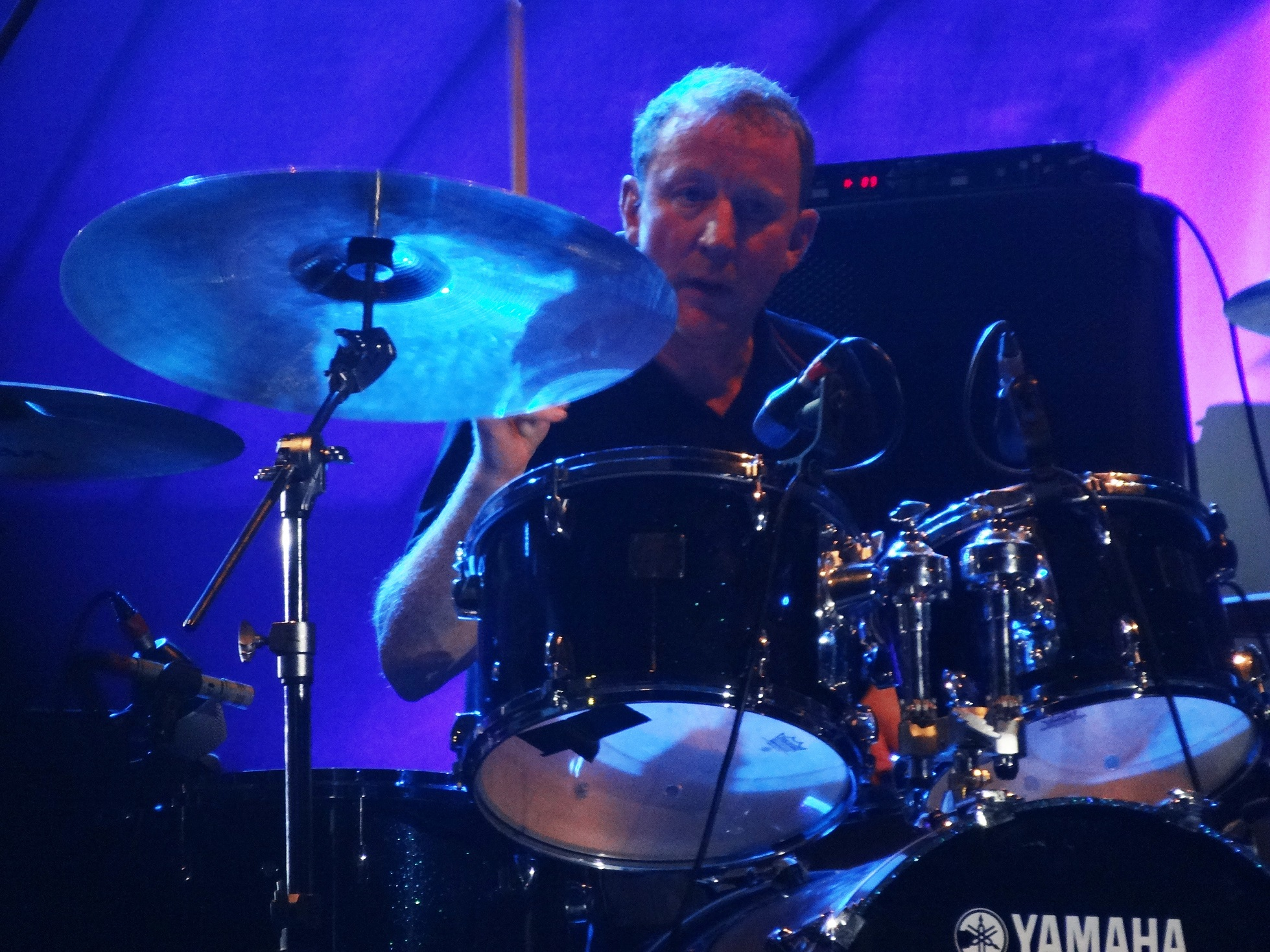
Dave Rowntree

## Discographie
- 1991 : Leisure
- 1993 : Modern Life Is Rubbish
- 1994 : Parklife
- 1995 : The Great Escape
- 1997 : Blur
- 1999 : 13
- 2003 : Think Tank
- 2015 : The Magic Whip
- 2023 : The Ballad of Darren (en)

## Récompenses
Brit Awards
- Meilleur groupe britannique 1995
- Meilleur album britannique 1995 : Parklife
- Meilleur single britannique 1995 : Parklife
- Meilleur clip britannique 1995 : Parklife
- Meilleure bande originale de film 1997 : Trainspotting
- Contribution remarquable à la musique 2012[17]

NME Brat Awards
- Meilleur groupe 1995
- Meilleur album 1995 : Parklife
- Meilleur clip 1995 : Parklife
- Meilleur concert 1995

NME Premier Awards
- Meilleur groupe 2001
- Meilleur single 2000 : Tender
- Meilleur clip 2000 : Coffee & TV

Q Awards
- Meilleure production 1994 : Stephen Street
- Meilleur album 1994 : Parklife
- Meilleur album 1995 : The Great Escape
- Meilleure production 1999 : William Orbit
- Meilleur album 2003 : Think Tank
- Groupe de l'année 2003

Smash Hits Awards
- Meilleur groupe 1994
- Meilleur album 1994 : Parklife

Ivor Novello Awards
- Meilleurs auteurs 1996

MTV Europe Music Awards
- Meilleur clip 1999 : Coffee & TV

Music Week Cad Awards
- Meilleur clip Pop 2000 : Coffee & TV

British Animation Awards
- Meilleur clip 2004 : Good Song

FOCAL Awards
- Meilleure promo vidéo 2004 : Out of Time

Gaffa Awards
- Meilleur groupe international 2003
- Meilleur chanteur international 2003 : Damon Albarn

South Bank Show Awards
- Meilleur album 2003 : Think Tank

## Dans la culture populaire
La chanson Sing fait partie de la bande originale du film Trainspotting.
La chanson Song 2 est la chanson d'introduction du jeu FIFA 98 - Road to the World Cup, sorti sur PC, Saturn et PlayStation.
Après une apparition dans Rock Band, Guitar Hero 5 et Rocksmith avec Song 2, Blur continue d'être comme d'autres, dans les jeux musicaux. Ainsi ils apparaissent dans Lego Rock Band avec Song 2. Toujours dans les jeux musicaux, Girls & Boys est dans le jeu de danse Just Dance, sur Wii.
Depuis peu de temps[Quand ?], la chanson song 2 célèbre chaque but de l'équipe de France de football.